# René

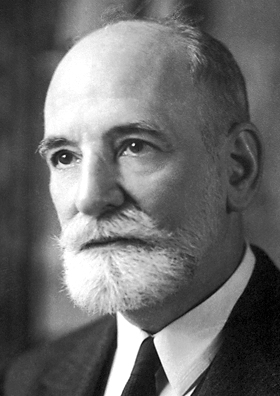
René Cassin.

René är vanligen ett mansnamn av franskt ursprung. Den kvinnliga motsvarigheten är vanligen Renée. René, respektive Renée, uppbärs av båda könen utanför fransktalande länder. Namnet kommer av latinets Renatus och betyder "pånyttfödd", egentligen "den pånyttfödde".
Namnet förlorade sin popularitet under 1960-talet, i Sverige. Den 31 december 2008 fanns det 1247 män i Sverige med namnet René och 34 med namnet Renée. 444 respektive 7 hade det som tilltalsnamn. Vid samma tidpunkt fanns det 2245 kvinnor i Sverige med namnet Renée, varav 1049 med det som tilltalsnamn, och 589 med namnet René. Av dessa hade 229 kvinnor namnet som tilltalsnamn.
En annan form av flicknamnet Renée är Renate, drottning Silvias andranamn.

## Kända personer med namnet René
- René Cassin, fransk fransk jurist som 1968 erhöll Nobels fredspris
- René Descartes, fransk filosof
- René Girard, fransk-amerikansk historiker, litteraturvetare och filosof
- René Magritte, belgisk konstnär

## Kända personer med namnet Renée
- Renée Fleming, amerikansk operasångerska
- Renée Nyberg, svensk programledare i TV
- Renée Zellweger, amerikansk skådespelerska